# Biegi narciarskie na Zimowych Igrzyskach Olimpijskich 2014 – sprint drużynowy mężczyzn
Sprint drużynowy mężczyzn rozgrywany w ramach biegów narciarskich na Zimowych Igrzyskach Olimpijskich 2014 odbył się 19 lutego na kompleksie narciarsko-biathlonowym „Łaura” w Krasnaja Polana. W każdym zespole znajdowało się dwóch zawodników, którzy do przebiegnięcia mieli po 3 zmiany każdy. Zawodnicy rywalizowali stylem klasycznym.
Mistrzami olimpijskimi zostali Fińscy zawodnicy: Iivo Niskanen oraz Sami Jauhojärvi. Na drugi miejscu uplasowała się drużyna Rosji: Maksim Wylegżanin i Nikita Kriukow. Trzecie miejsce zajęła reprezentacja Szwecji: Emil Jönsson oraz Teodor Peterson.

## Terminarz
| Data      | Konkurencja | Godzina rozpoczęcia | Godzina rozpoczęcia |
| Data      | Konkurencja | Czas CET            | Czas lokalny        |
| --------- | ----------- | ------------------- | ------------------- |
| 19 lutego | Półfinały   | 11:05               | 14:05               |
| 19 lutego | Finał       | 13:15               | 16:15               |

## Wyniki

### Półfinał
Półfinał 1
| Miejsce | Nr | Reprezentacja            | Zawodnicy                                    | Czas     | Strata   | Uwagi |
| ------- | -- | ------------------------ | -------------------------------------------- | -------- | -------- | ----- |
| 1.      | 2  | Niemcy                   | Hannes Dotzler Tim Tscharnke                 | 23:36,23 | –        | Q     |
| 2.      | 6  | Czechy                   | Martin Jakš Aleš Razým                       | 23:39,06 | +2,83    | Q     |
| 3.      | 5  | Szwajcaria               | Dario Cologna Gianluca Cologna               | 23:42,31 | +6,08    | LL    |
| 4.      | 1  | Norwegia                 | Ola Vigen Hattestad Petter Northug           | 23:43,63 | +7,40    | LL    |
| 5.      | 3  | Włochy                   | Federico Pellegrino Dietmar Nöckler          | 23:58,12 | +21,89   |       |
| 6.      | 4  | Kanada                   | Devon Kershaw Alex Harvey                    | 24:20,37 | +44,14   |       |
| 7.      | 9  | Estonia                  | Peeter Kümmel Raido Ränkel                   | 24:26,49 | +50,26   |       |
| 8.      | 7  | Austria                  | Harald Wurm Max Hauke                        | 25:01,23 | +1:25,00 |       |
| 9.      | 10 | Rumunia                  | Florin Daniel Pripici Paul Constantin Pepene | 26:06,80 | +2:30,57 |       |
| 10 !    | 8  | Wielka Brytania          | Andrew Young Andrew Musgrave                 | DNF      | DNF      |       |
| 11 !    | 11 | Chińska Republika Ludowa | Sun Qinghai Xu Wenlong                       | DNS      | DNS      |       |

Półfinał 2
| Miejsce | Nr | Reprezentacja     | Zawodnicy                             | Czas     | Strata   | Uwagi |
| ------- | -- | ----------------- | ------------------------------------- | -------- | -------- | ----- |
| 1.      | 16 | Finlandia         | Iivo Niskanen Sami Jauhojärvi         | 23:26,13 | –        | Q     |
| 2.      | 13 | Rosja             | Maksim Wylegżanin Nikita Kriukow      | 23:26,91 | +0,78    | Q     |
| 3.      | 15 | Szwecja           | Emil Jönsson Teodor Peterson          | 23:28,22 | +2,09    | LL    |
| 4.      | 14 | Kazachstan        | Nikołaj Czebot´ko Aleksiej Połtoranin | 23:28,50 | +2,37    | LL    |
| 5.      | 17 | Stany Zjednoczone | Simi Hamilton Erik Bjornsen           | 23:29,14 | +3,01    | LL    |
| 6.      | 12 | Francja           | Cyril Miranda Jean-Marc Gaillard      | 23:41,79 | +15,66   | LL    |
| 7.      | 19 | Japonia           | Hiroyuki Miyazawa Yūichi Onda         | 23:49,91 | +23,78   |       |
| 8.      | 18 | Polska            | Maciej Kreczmer Maciej Staręga        | 23:53,09 | +26,96   |       |
| 9.      | 20 | Słowacja          | Peter Mlynár Martin Bajčičák          | 24:58,06 | +1:31,93 |       |
| 10.     | 21 | Bułgaria          | Andrej Gridin Weselin Cinzow          | 25:11,06 | +1:44,93 |       |
| 11.     | 23 | Ukraina           | Rusłan Perechoda Ołeksij Krasowski    | 25:31,13 | +2:05,00 |       |
| 12.     | 22 | Australia         | Philip Bellingham Callum Watson       | 25:54,31 | +2:28,18 |       |

### Finał
| Miejsce | Nr | Reprezentacja     | Zawodnicy                             | Czas     | Strata |
| ------- | -- | ----------------- | ------------------------------------- | -------- | ------ |
| 1.      | 16 | Finlandia         | Iivo Niskanen Sami Jauhojärvi         | 23:14,89 | –      |
| 2.      | 13 | Rosja             | Maksim Wylegżanin Nikita Kriukow      | 23:15,86 | +0,97  |
| 2.      | 15 | Szwecja           | Emil Jönsson Teodor Peterson          | 23:30,01 | +15,12 |
| 3.      | 1  | Norwegia          | Ola Vigen Hattestad Petter Northug    | 23:33,55 | +18,66 |
| 4.      | 5  | Szwajcaria        | Dario Cologna Gianluca Cologna        | 23:35,90 | +21,01 |
| 5.      | 17 | Stany Zjednoczone | Simi Hamilton Erik Bjornsen           | 23:49,95 | +35,06 |
| 6.      | 2  | Niemcy            | Hannes Dotzler Tim Tscharnke          | 23:57,02 | +42,13 |
| 7.      | 14 | Kazachstan        | Nikołaj Czebot´ko Aleksiej Połtoranin | 24:01,38 | +44,03 |
| 8.      | 6  | Czechy            | Martin Jakš Aleš Razým                | 24:01,83 | +46,94 |
| 10 !    | 12 | Francja           | Cyril Miranda Jean-Marc Gaillard      | DNS      | DNS    |